# Apristurus
Apristurus is een geslacht van Pentanchidae en kent 41 soorten.

## Soorten
- Apristurus albisoma Nakaya & Séret, 1999[3]
- Apristurus ampliceps Sasahara, Sato & Nakaya, 2008[4]
- Apristurus aphyodes Nakaya & Stehmann, 1998[5] – Witte kathaai
- Apristurus australis Sato, Nakaya & Yorozu, 2008[6]
- Apristurus breviventralis Kawauchi, Weigmann & Nakaya, 2014
- Apristurus brunneus (Gilbert, 1892)[7] – Bruine kathaai
- Apristurus bucephalus White, Last & Pogonoski, 2008[8]
- Apristurus canutus Springer & Heemstra, 1979 – Grauwe kathaai
- Apristurus exsanguis Sato, Nakaya & Stewart, 1999[9]
- Apristurus fedorovi Dolganov, 1983[10] – Stevige kathaai
- Apristurus garricki Sato, Stewart & Nakaya, 2013
- Apristurus gibbosus Meng, Chu & Li, 1985[11] – Gebochelde kathaai
- Apristurus herklotsi (Fowler, 1934) – Langvinkathaai
- Apristurus indicus (Brauer, 1906) – Kleinbuikkathaai
- Apristurus internatus Deng, Xiong & LZhani, 1988[12]
- Apristurus investigatoris (Misra, 1962) – Breedsnuitkathaai
- Apristurus japonicus Nakaya, 1975 – Japanse kathaai
- Apristurus kampae Taylor, 1972 – Langsnuitkathaai
- Apristurus laurussonii (Saemundsson, 1922) – Atlantische spookkathaai
- Apristurus longicephalus Nakaya, 1975 – Langkopkathaai
- Apristurus macrorhynchus (Tanaka, 1909) – Platkopkathaai
- Apristurus macrostomus Chu, Meng & Li, 1985 – Breedbekkathaai
- Apristurus manis (Springer, 1979) – Spookkathaai
- Apristurus manocheriani Cordova & Ebert, 2021
- Apristurus melanoasper Iglésias, Nakaya & Stehmann, 2004[13]
- Apristurus microps (Gilchrist, 1922) – Kleinoogkathaai
- Apristurus micropterygeus Meng, Chu & Li, 1986 – Smalrugkathaai
- Apristurus nakayai Iglésias, 2013
- Apristurus nasutus de Buen, 1959 – Grootsnuitkathaai
- Apristurus ovicorrugatus White, O'Neill, Devloo-Delva, Nakaya & Iglésias, 2023
- Apristurus parvipinnis Springer & Heemstra, 1979 – Kleinvinkathaai
- Apristurus pinguis Deng, Xiong & Zhan, 1983[14] – Vette kathaai
- Apristurus platyrhynchus (Tanaka, 1909) – Borneokathaai
- Apristurus profundorum (Goode & Bean, 1896) – Diepwaterkathaai
- Apristurus riveri Bigelow & Schroeder, 1944 – Breedkieuwkathaai
- Apristurus saldanha (Barnard, 1925) – Saldanhakathaai
- Apristurus sibogae (Weber, 1913) – Bleke kathaai
- Apristurus sinensis Chu & Hu, 1981 – Zuid-Chinese kathaai
- Apristurus spongiceps (Gilbert, 1905) – Sponshoofdkathaai
- Apristurus stenseni (Springer, 1979) – Panamaspookkathaai
- Apristurus yangi White, Mana & Naylor, 2017